# Draft de la NBA G League de 2024
El Draft de la NBA G League de 2024 se celebró el día 26 de octubre de 2023. Constó de dos rondas.

## Selecciones del draft
|  | Denota jugador que ha sido seleccionado para un NBA Development League All-Star Game(s)                                         |
|  | Denota jugador que ha sido seleccionado para un NBA Development League All-Star Game(s) y también elegido en el Draft de la NBA |
|  | Denota jugador elegido también en el Draft de la NBA                                                                            |

### Primera ronda
| Pick | Jugador             | Pos. | Nacionalidad             | Equipo                   | Universidad / Club     |
| ---- | ------------------- | ---- | ------------------------ | ------------------------ | ---------------------- |
| 1    | Matt Ryan           | A    | Estados Unidos           | Westchester Knicks       | Chattanooga            |
| 2    | Landry Shamet†      | B    | Estados Unidos           | Westchester Knicks       | Wichita State          |
| 3    | Sean East II        | A    | Estados Unidos           | Cleveland Charge         | Missouri               |
| 4    | Thierry Darlan      | B    | República Centroafricana | Rip City Remix           | NBA G League Ignite    |
| 5    | Chandler Hutchison† | A    | Estados Unidos           | Long Island Nets         | Boise State            |
| 6    | Christian Brown     | A    | Estados Unidos           | Sioux Falls Skyforce     | Tennessee State        |
| 7    | Tyson Walker        | B    | Estados Unidos           | Texas Legends            | Michigan State         |
| 8    | Malik Hall          | A    | Estados Unidos           | Greensboro Swarm         | Michigan State         |
| 9    | Eric Gaines         | B    | Estados Unidos           | Maine Celtics            | Alabama-Birmingham     |
| 10   | Tae Williams        | B    | Estados Unidos           | Salt Lake City Stars     | Cleveland State        |
| 11   | Seth Maxwell        | P    | Estados Unidos           | Santa Cruz Warriors      | Indiana Wesleyan       |
| 12   | Cameron Martin      | A    | Estados Unidos           | Motor City Cruise        | Boise State            |
| 13   | Ibrahima Diallo     | P    | Estados Unidos           | Austin Spurs             | Central Florida        |
| 14   | Justin Moore        | B    | Estados Unidos           | Rio Grande Valley Vipers | Villanova              |
| 15   | Tylor Perry         | B    | Estados Unidos           | Raptors 905              | Kansas State           |
| 16   | Kevin Cross Jr.     | A    | Estados Unidos           | Indiana Mad Ants         | Tulane                 |
| 17   | Paul Mulcahy        | B    | Estados Unidos           | Sioux Falls Skyforce     | Washington             |
| 18   | Brandon Childress   | B    | Estados Unidos           | Sioux Falls Skyforce     | Wake Forest            |
| 19   | Nate Roberts        | P    | Estados Unidos           | Valley Suns              | Washington             |
| 20   | Tommy Rutherford    | P    | Estados Unidos           | Santa Cruz Warriors      | California-Irvine      |
| 21   | London Johnson      | B    | Jamaica                  | Maine Celtics            | NBA G League Ignite    |
| 22   | Trae Hannibal       | B    | Estados Unidos           | Cleveland Charge         | Louisiana State        |
| 23   | Marlain Veal        | B    | Estados Unidos           | South Bay Lakers         | Southeastern Louisiana |
| 24   | Bryce Griggs        | B    | Estados Unidos           | Texas Legends            | Overtime Elite         |
| 25   | Jaylan Gainey       | A    | Estados Unidos           | Salt Lake City Stars     | Florida State          |
| 26   | Justyn Hamilton     | A    | Estados Unidos           | Oklahoma City Blue       | Kent State             |
| 27   | Garrett Denbow      | B    | Estados Unidos           | San Diego Clippers       | Anderson               |
| 28   | Steven Richardson   | A    | Estados Unidos           | Austin Spurs             | Montana State-Billings |
| 29   | Lewis Duarte        | B    | República Dominicana     | Mexico City Capitanes    | Overtime Elite         |
| 30   | –                   | –    | –                        | Sioux Falls Skyforce     | –                      |
| 31   | Emmanuel Bandoumel  | B    | Canadá                   | San Diego Clippers       | Nebraska               |

### Segunda ronda
| Pick | Jugador              | Pos. | Nacionalidad   | Equipo                   | Universidad / Club        |
| ---- | -------------------- | ---- | -------------- | ------------------------ | ------------------------- |
| 1    | Sy Chatman           | A    | Estados Unidos | Iowa Wolves              | Buffalo                   |
| 2    | Xavier Johnson       | B    | Estados Unidos | Austin Spurs             | Indiana                   |
| 3    | Vonterius Woolbright | B    | Estados Unidos | Delaware Blue Coats      | Western Carolina          |
| 4    | Keyon Menifield      | B    | Estados Unidos | Texas Legends            | Arkansas                  |
| 5    | Terrell Burden       | B    | Estados Unidos | College Park Skyhawks    | Kennesaw State            |
| 6    | Kamani Johnson       | A    | Estados Unidos | Memphis Hustle           | Arkansas                  |
| 7    | Jamal Bieniemy       | B    | Estados Unidos | Wisconsin Herd           | Texas-El Paso             |
| 8    | Charles Pride        | B    | Estados Unidos | Austin Spurs             | St. Bonaventure           |
| 9    | Bobby Planutis       | A    | Estados Unidos | Texas Legends            | Indiana-Purdue Fort Wanye |
| 10   | E.J. Montgomery      | A    | Estados Unidos | Birmingham Squadron      | Kentucky                  |
| 11   | –                    | –    | –              | Delaware Blue Coats      | –                         |
| 12   | DJ Rodman            | B    | Estados Unidos | Capital City Go-Go       | Southern California       |
| 13   | Dee Barnes           | B    | Estados Unidos | Salt Lake City Stars     | Southern Utah             |
| 14   | Devine Eke           | A    | Estados Unidos | Santa Cruz Warriors      | Radford                   |
| 15   | Sterling Manley      | P    | Estados Unidos | Rip City Remix           | North Carolina            |
| 16   | –                    | –    | –              | Austin Spurs             | –                         |
| 17   | Olisa Akonobi        | P    | Nigeria        | Rip City Remix           | Alabama A&M               |
| 18   | Jericole Hellems     | A    | Estados Unidos | Salt Lake City Stars     | North Carolina State      |
| 19   | Olin Carter III      | B    | Estados Unidos | Valley Suns              | San Diego                 |
| 20   | Cameron Parker       | B    | Estados Unidos | Osceola Magic            | Portland State            |
| 21   | –                    | –    | –              | Long Island Nets         | –                         |
| 22   | Allonzo Trier        | B    | Estados Unidos | Rio Grande Valley Vipers | Arizona                   |
| 23   | Kavion Pippen        | P    | Estados Unidos | Maine Celtics            | Southern Illinois         |
| 24   | William Kondrat      | A    | Estados Unidos | Grand Rapids Gold        | D'YouVille                |
| 25   | Jayden Hardaway      | B    | Estados Unidos | Capital City Go-Go       | Memphis                   |
| 26   | Tray Jackson         | A    | Estados Unidos | Oklahoma City Blue       | Michigan                  |
| 27   | Ishmael Lane         | P    | Estados Unidos | Indiana Mad Ants         | Northwestern State        |
| 28   | –                    | –    | –              | Delaware Blue Coats      | –                         |
| 29   | –                    | –    | –              | Sioux Falls Skyforce     | –                         |
| 30   | –                    | –    | –              | Sioux Falls Skyforce     | –                         |
| 31   | Mike Scott           | B    | Estados Unidos | San Diego Clippers       | Idaho                     |